# Mykoła Pawłenko
Mykoła Mykołajowycz Pawłenko (ukr. Микола Миколайович Павленко; ur. 7 maja 1979 w Łozowej, w obwodzie charkowskim) – ukraiński piłkarz, grający na pozycji bramkarza.

## Kariera piłkarska

### Kariera klubowa
Wychowanek Internatu Sportowego w Charkowie. Karierę piłkarską rozpoczął 25 października 1997 w składzie Zirka-2 Kirowohrad. Potem występował w klubach Jawir-Sumy Sumy, Spartak-2 Moskwa, SKA Rostów nad Donem i Spartak Sumy. Latem 2004 przeszedł do Arsenału Kijów, w składzie którego 12 czerwca 2005 debiutował w Wyższej Lidze w meczu z Borysfenem Boryspol, po czym przeniósł się do klubu z Boryspola. Potem grał w zespołach Krymtepłycia Mołodiżne i FK Charków. W lutym 2008 wyjechał do Finlandii, gdzie został piłkarzem Rovaniemen Palloseura. Ale po 5 meczach przez zarzuty grania w totalizator kontrakt został anulowany. Latem 2008 podpisał kontrakt z klubem Komunalnyk Ługańsk, ale przez problemy finansowe klub został rozwiązany i piłkarz wyjechał do Uzbekistanu, gdzie bronił barw najpierw Nasafa Karszy, a od 2010 roku Navbahora Namangan. We wrześniu 2010 przeszedł do Wołyni Łuck.